# Liberalisering
Liberalisering is het opheffen door de overheid van beperkingen om tot een bepaalde markt toe te treden en daarmee concurrentie toestaan en monopolies tegengaan of opheffen. Dit wordt ook toegepast tussen landen onderling met handelsverdragen.
De Europese Unie, met haar interne markt, heeft werk gemaakt van een liberalisering van meerdere sectoren van de economie, waaronder de telecommarkt, de energiemarkt, het spoorwegnet en de postsector. 
Liberalisering moet niet verward worden met privatisering. Dat laatste is het omvormen van overheidsdiensten tot privaatrechtelijke ondernemingen, meestal met de bedoeling van een gehele of gedeeltelijke verkoop. Zo is bijvoorbeeld in Vlaanderen de televisiemarkt gedeeltelijk geliberaliseerd sinds de komst van VTM en VT4, maar de oorspronkelijke overheidszender VRT blijft in handen van de staat en is dus niet geprivatiseerd.
Liberalisering staat ook los van democratisering: ook een autoritaire overheid kan bepaalde domeinen van de economie of van het beleid liberaliseren.
Vanuit de antimondialiseringsbeweging en de vakbonden is er vaak kritiek op de liberalisering, omdat die ten koste zou gaan van arbeidsplaatsen. Voorstanders voeren daarentegen aan dat liberalisering vrijwel altijd gunstig uitpakt voor burgers, omdat zij er meer keuzevrijheid door krijgen.

## Telecommarkt
Een voorbeeld van een liberalisering is de telecommunicatiesector. Vanaf 1998 stond het ondernemingen min of meer vrij tot die markt toe te treden. Sindsdien is mobiel bellen voor vrijwel iedereen betaalbaar geworden. Ook bellen via het vaste net werd veel goedkoper, dat geldt met name voor internationaal telefoonverkeer.

## Energiemarkt
Een andere markt die geliberaliseerd is, is de energiemarkt in de Europese Unie, door middel van de Europese richtlijn 96/92/EG van 19 december 1996. De liberalisering had als doel het verlagen van de energieprijzen, het stimuleren van de concurrentie en het verbeteren van de dienstverlening aan de consument. De markt is gesplitst in productie, transport, distributie en levering van energie (elektriciteit en gas).
De Nederlandse elektriciteitsmarkt is geliberaliseerd. Op deze markt zijn verschillende partijen actief geworden.
In Vlaanderen werd op 1 juli 2003 de energiemarkt geliberaliseerd. De twee andere gewesten Wallonië en Brussel volgden op 1 januari 2007.  Voordien werd de distributie en de levering van elektriciteit toevertrouwd aan intercommunales en was de productie verder volledig in handen van Engie Electrabel. Na de liberalisering werd de levering toevertrouwd aan de commerciële leveranciers, die elektriciteit aan de consument verkopen, terwijl de intercommunales het distributienet op hun grondgebied nog steeds beheren (in Vlaanderen enkel Fluvius). De controle gebeurt door het CREG voor het hele land, VREG in Vlaanderen, BRUGEL in Brussel en CWaPE in Wallonië. De beoogde prijsvoordelen van de liberalisering lijken echter niet te zijn bereikt.